# Patsouris
Patsouris (griechisch Πατσούρης) war ein griechischer Sportschütze, der an den Olympischen Sommerspielen 1896 teilnahm. Er trat im Wettbewerb mit der Dienstpistole über 25 Meter an. Dabei konnte Patsouris keinen der ersten fünf Plätze erringen. Seine genaue Platzierung und seine exakten Ergebnisse sind nicht bekannt, ebenso wie sein Vorname oder persönliche Daten über ihn.